# Virgin Radio (Francia)
Virgin Radio France è una radio privata francese all rock, nata il 1º gennaio 2008 da una ri-denominazione dell'emittente del gruppo Lagardere Europe 2, emittente nazionale di musica pop-rock. L'emittente ha nome e logo uguali a quelli delle altre radio del gruppo Virgin presenti in Europa e nel mondo. È ricevibile in Francia grazie ad oltre 200 frequenze FM; inoltre, l'emittente è ascoltabile via satellite sulle frequenze di Astra (19,2° Est), flotta satellitare a copertura europea. Al 1 gennaio 2023 Europe2 ha preso il posto di Virgin Radio France, ritornando sulla frequenza che Virgin Radio France ha occupata per 15 anni e marcava la fine di Virgin Radio in Francia. Il 15 aprile 2024, Virgin Radio torna in Francia al posto dell'emittente regionale da Lione, Virage Radio

## Storia
Il lancio della versione francese di Virgin Radio è stato effettuato a cavallo tra il 31 dicembre 2007 e il 1º gennaio 2008. Il 19 dicembre si è tenuta la conferenza stampa di presentazione, cui ha partecipato anche Richard Branson, proprietario del gruppo Virgin. La TV sul digitale terrestre francese, a lei collegata, era stata rinominata da Europe2 TV a Virgin 17, in quanto trasmetteva sul canale 17 della numerazione digitale terrestre francese. A partire da settembre 2010 l'emittente, essendo stata ceduta al gruppo Lagardére è stata rinominata Direct Star. Successivamente è stata ceduta al gruppo Vivendi che l'ha rinominata CStar.
Il gruppo Lagardère ha potuto usare il marchio del gruppo Virgin solo dopo aver ceduto ad un gruppo di banche francesi la catena di grandi magazzini Virgin Megastore; se non l'avesse fatto, il consiglio superiore per le trasmissioni radiotelevisive francese li avrebbe obbligati ad usare un marchio diverso. Come tutte le radio musicali francesi con licenza di categoria C, anche Virgin Radio dovrà cedere 5 ore della sua programmazione alle relative sedi locali (anche se si sospetta che le versioni locali uniformeranno fra loro la programmazione musicale, come accadeva già con Europe 2). 
Il 15 aprile 2024, Virgin Radio torna in Francia al posto dell'emittente regionale da Lione, Virage Radio, un'emittente del gruppo Espace Group, con frequenze DAB+ al livello nazionale